# Lebrina
Lebrina är en ort i Australien. Den ligger i kommunen Launceston och delstaten Tasmanien, i den sydöstra delen av landet, omkring 190 kilometer norr om delstatshuvudstaden Hobart.
Runt Lebrina är det mycket glesbefolkat, med 2 invånare per kvadratkilometer.. Närmaste större samhälle är Karoola, nära Lebrina. 
I omgivningarna runt Lebrina växer i huvudsak städsegrön lövskog. Genomsnittlig årsnederbörd är 1 078 millimeter. Den regnigaste månaden är augusti, med i genomsnitt 150 mm nederbörd, och den torraste är januari, med 35 mm nederbörd.